# Om någon mig åtspörja vill
Om någon mig åtspörja vill är en psalmtext av den danske psalmförfattaren och psalmboksutgivaren Erik Pontoppidan 1748. Texten översattes till svenska 1872 av Fredrik Engelke och har i den svenska versionen två 8-radiga verser. Den har en utpräglad herrnhutisk karaktär. En alternativ titel är Om någon efterfråga vill.
Melodin hämtad ur Melodier till Sions Nya Sånger från 1874, är i ess-dur 6/4-dels takt.

## Publicerad som
- Nr 57 i Lovsånger och andeliga visor 1877 med titeln Min salighetsgrund
- Nr 258  i Svenska Missionsförbundets sångbok 1920 under rubriken Trosvisshet
- Nr 113 i Segertoner 1930 under rubriken Jesu lidande och död. Blodet. Försoningen.
- Nr 121 i Sionstoner 1935 under rubriken Frälsningens grund i Guds kärlek och förverkligande genom Kristus.
- Nr i Guds lov 1935 med titeln "Om någon mig utspörja vill" under rubriken Trons visshet
- Nr 114 i Segertoner 1960
- Nr 157 i Psalm och Sång 1966 under rubriken Frälsningen i Kristus — Frälsningens grund
- Nr 390 i Lova Herren 1987 med titeln Om någon mig utspörja vill under rubriken "Trons liv — Trons grund"
- Nr 633 i Psalmer och Sånger 1987 under rubriken "Att leva av tro - Förtröstan - trygghet".[1]